# Adenor Leonardo Bacchi
Adenor Leonardo Bacchi (* 25. května 1961), známý jako Tite, je brazilský fotbalový trenér a bývalý fotbalista, který hrál jako záložník. Naposledy (2023–2024) byl trenérem brazilského klubu CR Flamengo. V letech 2016–2022 byl trenérem brazilské reprezentace.
Během svojí kariéry hrál za několik klubů v Brazílii. Ve věku 27 let ukončil kariéru kvůli zranění kolene.
Jako trenér působil v klubech v Brazílii a SAE. Jeden z klubů, které trénoval, byl jeho bývalý klub Caxias, s nímž v roce 2000 vyhrál Campeonato Gaúcho, ve finále porazil Grêmio, ve kterém tehdy hrál Ronaldinho. V roce 2001 se stal trenérem Grêmia, s klubem vyhrál Campeonato Gaúcho a Copa do Brasil. S SC Internacional vyhrál Copu Sudamericana 2008 a Campeonato Gaúcho 2009.
S Corinthians Paulista vyhrál Campeonato Brasileiro Série A, nejvyšší soutěž v Brazílii, Copa Libertadores 2012, Mistrovství světa klubů 2012, Campeonato Paulista 2013 a Recopa Sudamericana 2013.
Dne 14. listopadu 2013 Tite oznámil, že klub opouští. V roce 2015 se ale vrátil a vyhrál Campeonato Brasileiro Série A 2015.
S Brazílií vyhrál Copu América 2019 a dovedl ji do finále Copy América 2021. Trénoval reprezentaci na Mistrovství světa 2018 a Mistrovství světa 2022.